# Hybos minutus
Hybos minutus är en tvåvingeart som beskrevs av Yang 1997. Hybos minutus ingår i släktet Hybos och familjen puckeldansflugor. Inga underarter finns listade i Catalogue of Life.